# Nóvaia Ivànovka (Saràtov)
|  | Per a altres significats, vegeu «Nóvaia Ivànovka». |

Nóvaia Ivànovka (en rus: Новая Ивановка) és un poble de l'óblast de Saràtov, a Rússia, segons el cens del 2010 tenia 79 habitants. Pertany al districte municipal d'Atkarsk.